# Панорамирование
Панорамирование (реже «панорама») — кино- или видеосъёмка с одновременным плавным разворотом камеры вокруг вертикальной или горизонтальной оси. Применяется для съёмки большого пространства или перемещающихся объектов. В первом случае камера позволяет зрителю «осматривать» пейзаж или интерьер, а во втором следить за движением.

## Использование
В профессиональном кинематографе принято различать три вида панорамирования, в зависимости от его назначения: «оглядывание», «сопровождение» и «переброска». В первом случае происходит обзор снимаемого пространства, призванный создать его полноценное восприятие. Второй способ применяется для слежения за движущимся объектом, который при этом почти не перемещается по экрану. «Переброска» используется для перемещения смыслового акцента с одного объекта на другой. В некоторых случаях этот приём может быть использован, как изобразительный эквивалент восклицания. 
Кроме того, различают стационарное и динамическое панорамирование. В первом случае осуществляется поворот съёмочного аппарата, закреплённого на неподвижном штативе, а во втором вращение сочетается с движением камеры.
Панорамирование используется в кинематографе и на телевидении для придания изображению динамичности и как приём внутрикадрового монтажа. Панорама ландшафтов часто используется в качестве «адресного плана». Ещё один приём, связанный с панорамированием, называется «псевдопроезд». При этом объект, движущийся по закруглённой траектории, снимается камерой с длиннофокусным объективом, установленной в центре круга. Благодаря этому на экране создаётся впечатление съёмки камерой, движущейся параллельно объекту с такой же скоростью.
Для достижения плавного панорамирования используются штативные головки с механическими или гидравлическими демпферами. При съёмке с плеча или с рук удовлетворительная плавность может быть достигнута только применением короткофокусных объективов. В профессиональном кинематографе считается недопустимым частое панорамирование. Альтернативой панорамированию является съёмка с операторской тележки или «Стэдикама».
Допустимые скорости панорамирования при киносъёмке и видеозаписи рассчитываются таким образом, чтобы свести к минимуму видимое на экране стробирование и смазывание изображения неподвижных объектов. Сдвиг изображений на соседних кадриках должен быть сопоставим с угловым разрешением зрения, в противном случае зрители будут наблюдать неприятный эффект «дробления». При расчёте скорости поворота камеры исходят из фокусного расстояния объектива, частоты киносъёмки и угла раскрытия обтюратора. Эмпирическая закономерность, выведенная доцентом ВГИКа П. Ногиным, определяет время в секундах, требующееся для панорамирования на угол 150°, как равное фокусному расстоянию объектива в миллиметрах. Существует и другое правило, согласно которому время полного перемещения неподвижного предмета от одной границы кадра до противоположной при панорамировании не должно быть меньше 6—7 секунд.

## Фотосъёмка с проводкой
В фотографии панорамирование может использоваться для съёмки «с проводкой», чтобы подчёркнуть скорость движения. При этом подбирается сравнительно длинная выдержка, обеспечивающая смазанное изображение фона. Примером может служить фотосъёмка автогонок. В этом случае фотограф панорамирует камерой вслед за движущимися автомобилями с таким расчётом, чтобы основной объект съёмки оставался в видоискателе неподвижным, а фон перемещался мимо него с максимальной скоростью. В результате машины выглядят на готовом снимке чёткими, а смазанный фон подчёркивает скорость движения. Приём наиболее эффективен с длиннофокусной оптикой. Этот же эффект может применяться для съёмки бегущих людей, животных и других видов движения с учётом неизбежного смазывания изображения конечностей и других деталей, движущихся по своим траекториям.